# Дороги Анны Фирлинг
«Дороги Анны Фирлинг» — советский двухсерийный телевизионный фильм режиссёра Сергея Колосова, драма по мотивам пьесы «Мамаша Кураж и её дети» немецкого драматурга Бертольта Брехта. Фильм вышел в 1985 году.

## Сюжет
Весна 1624 года. Период Тридцатилетней войны. Шведский военачальник Аксель Оксеншерна набирает войско для похода на Польшу, однако вербовка идёт плохо. Фельдфебель и Вербовщик встречают на дороге фургон маркитантки Анны Фирлинг, по прозвищу Кураж. По дорогам войны она скитается со своими взрослыми сыновьями и немой дочерью Катрин, которая потеряла речь от страха, когда в самом начале войны на них напал вражеский солдат. Пока Фельдфебель заговаривает зубы мамаше Кураж, Вербовщик обрабатывает её старшего сына. Несмотря на протесты матери, предсказывающей ему скорую гибель, Эйлиф уходит с Вербовщиком.
Проходит два года. В Польше, у палатки шведского военачальника, мамаша Кураж торгуется с его поваром-голландцем по поводу каплуна; военачальник появляется вместе с Эйлифом, который, как выясняется, совершил «подвиг»: отбил у крестьян 20 голов скота, изрубив при этом четверых. Командующий награждает его чаркой лучшего вина.
Проходит ещё три года; другой сын Анны, Фиш стал казначеем Финского полка, в который влилась и мамаша Кураж со своим фургоном. Война «наладилась», и дела у неё идут — грех жаловаться. Давняя встреча у палатки военачальника произвела неизгладимое впечатление на повара-голландца, — в сопровождении священника он приходит к Кураж поговорить о политике, об этой войне, где, по его словам, «немножко грабёж, немножко резня, немножко поджигательство и, не забыть бы, немножко изнасилие». Тем временем приближаются католики, армия лютеран стремительно отступает, исчезает вслед за ней и повар. Вместе с не успевшим скрыться священником, дочерью и Фишем, в последний момент прибежавшим к матери, чтобы спрятать в её фургоне полковую казну, Кураж оказывается на территории, занятой католиками.
Честного Фиша тяготит то, что солдаты по его вине не получают жалование, он решает добраться всё-таки до своего полка и передать им ларец с полковой казной. Немая Катрин видит вражеских разведчиков, нарядившихся нищими. Однако Фиш не понимает её отчаянных предостережений, приняв жесты за нежелание расставаться с братом, он уходит. Едва успев перепрятать ларец, он попадает в руки к католикам, давно ищущим вражеского казначея. Кураж, чтобы подкупить фельдфебеля (нарядившегося одноглазым нищим) и спасти сына, которому грозит смертная казнь, готова заложить свой фургон; бывшая полковая проститутка Иветта, ставшая подругой полковника-католика, даёт Кураж под залог 200 гульденов и сама ведёт переговоры с фельдфебелем. Однако выплатить долг Кураж рассчитывала из полковой казны, от Иветты она узнаёт: под пытками Фиш признался в том, что, заметив погоню, он выбросил ларец в реку. Выкупать фургон не на что, — Кураж просит Иветту поторговаться, снизить «выкуп» за сына до 120 гульденов: на оставшиеся 80 можно будет начать всё сначала. Пока Кураж торгуется, Фиша приговаривают к смертной казни; Кураж соглашается отдать все 200 гульденов, но опаздывает: её сына расстреляли. Вскоре прибегает Иветта и сообщает: враги не поверили Фишу, что он выбросил ларец и не связан с Кураж. Судья приказал показать ей тело сына, дабы убедиться в отсутствии между ними каких-либо связей. Кураж вынуждены изобразить ледяное спокойствие при виде тела своего сына.
Прошло ещё несколько лет; мамаша Кураж со своим фургоном исколесила пол-Европы. Однажды, когда Катрин отлучилась, на девушку напали разбойники и изуродовали ей лицо. Шансы на удачные замужество стали ничтожно малы: никто не возьмет в жёны немую со шрамом на лице. Несмотря на это, дело Анны процветает, но в битве под Лютценом погибает шведский король Густав Адольф, и воюющие стороны заключают мир. Для Кураж мир — разорение: теперь её товар никому не нужен. Священник осуждает её сожаления: война есть преступление против Бога, и желает порвать с мамашей Кураж все отношения. Осознав это, Анна становится рада миру: по крайней мере второго сына война у неё не отнимет. У её палатки вновь появляется повар, — в полку давно не платят жалование, и он на мели. Приходит и постаревшая, но богатая Иветта, теперь уже вдова полковника; в поваре она узнаёт погубившего её дон-жуана: за ним она когда-то отправилась на войну и в результате стала проституткой. Повар не принимает её претензии: в конце концов, на войне она нашла своё счастье.
Кураж отправляется на базар вместе с Иветтой — продать свой товар, пока за него хоть что-то могут заплатить, у фургона остаются только повар и священник. В отсутствие Анны под конвоем приводят Эйлифа: оставшись не у дел, голодая, он повторил свой давний «подвиг» — отобрал у крестьянина скотину, зарезав при этом хозяйку; но в мирное время за это расстреливают, и повидаться с матерью ему разрешили перед казнью. Узнав, что её нет, Эйлиф просит ничего ей не сообщать. Священник уходит вместе с солдатами, чтобы исповедовать приговоренного перед казнью. Вскоре Кураж возвращается со своим товаром и счастлива тем, что не успела его продать: оказывается, мир закончился и уже третий день опять идёт война. Она вновь отправляется в путь и берёт с собой повара, который ничего не рассказывает ей об Эйлифе.
Осень 1634 года, «война за веру» идёт уже шестнадцать лет. «Германия потеряла больше половины своего населения. Кто уцелел от резни, того уносит мор. В некогда цветущих краях свирепствует голод. Волки бродят по улицам сгоревших городов». И повару, и Кураж надоело скитаться, торговля не идёт: людям нечем платить, наступил массовый голод. Повар получает известие о том, что его мать умерла от холеры и в наследство ему достался маленький трактир; он зовёт с собой Кураж, но — без Катрин: троих его трактир не прокормит. Кураж отказывается бросить дочь.
Два года Кураж и Катрин скитаются по Германии в обозе войска. Фургон останавливается на ночь у крестьянского дома рядом с небольшим протестантским городом. Глубокой ночью Катрин слышит, как три католика требуют, чтобы крестьянин показал им дорогу в город; за ними движется полк. Пока крестьяне молятся, чтобы в городе кто-нибудь проснулся и не дал погубить всё население, включая маленьких детей, Катрин забирается на крышу дома и начинает бить в барабан. Солдаты пытаются угрозами остановить её, а, поняв, что она не боится, в припадке ярости расстреливают девушку из мушкетов. Грохот выстрелов будит население города и они отражают нападение. Оплакав дочь, Кураж, так и не узнавшая о казни Эйлифа, вновь впрягается в свой фургон: «Надо опять налаживать торговлю». Солдаты уходят далеко вперёд, а оставшаяся в одиночестве Анна пытается тащить фургон.

## В ролях
- Людмила Касаткина — Анна Фирлинг по прозвищу «мамаша Кураж»
- Армен Джигарханян — повар или «голландец с трубочкой»
- Эммануил Виторган — полковой священник
- Лилита Озолиня — Иветта
- Жанна Балашова — Катрин
- Томас Урб — Элиф Майоки
- Тыну Оя — Фиш
- Алексей Колосов
- Эрменгельд Коновалов — от автора / трубач
- Евгений Массалыга — от автора / барабанщик
- Юрис Стренга — от автора / скрипач (роль озвучил Анатолий Ромашин)
- Юрий Катин-Ярцев — шведский командующий
- Виктор Плют — вербовщик
- Ромуальдас Раманаускас — фельдфебель
- Вера Ивлева — крестьянка
- Владимир Кашпур — крестьянин
- Игорь Савкин — молодой крестьянин
- Сергей Цейц — эпизод

### В эпизодах
- Михаил Богдасаров — Одноглазый
- Андрей Войновский — стражник
- Владимир Земляникин — солдат
- Евгений Герчаков — солдат

## Съёмочная группа
- Автор сценария: Сергей Колосов
- Режиссёр-постановщик: Сергей Колосов
- Оператор-постановщик: Владимир Бондарев
- Художник-постановщик: Михаил Карташов
- Композитор: Алексей Рыбников
- Звукооператор: Владимир Шарун
- Государственный симфонический оркестр кинематографии
  - Дирижёр: Сергей Скрипка
  - Хормейстер: В. Минин
- Консультант: доктор искусствоведения Майя Туровская
- Директор картины: Галина Соколова

## Награды и номинации
- 1987 — Приз прессы на Всесоюзном фестивале телефильмов (Сергей Колосов)[1]